# Gryllus insularis
Gryllus insularis är en insektsart som beskrevs av Scudder, S.H. 1876. Gryllus insularis ingår i släktet Gryllus och familjen syrsor. Inga underarter finns listade i Catalogue of Life.